# Psychomyiella acuta
Psychomyiella acuta är en nattsländeart som först beskrevs av Navás 1934.  Psychomyiella acuta ingår i släktet Psychomyiella och familjen tunnelnattsländor. Inga underarter finns listade i Catalogue of Life.